# Джин Стюарт (плавчиня)
Джин Стюарт (англ. Jean Stewart, 23 грудня 1930 — 8 серпня 2020) — новозеландська плавчиня.
Призерка Олімпійських Ігор 1952 року, учасниця 1956 року.
Призерка Ігор Співдружності 1950, 1954 років.